# Meggenhofen
Meggenhofen ist eine Gemeinde in Oberösterreich im Bezirk Grieskirchen im Hausruckviertel mit 1549 Einwohnern (Stand 1. Jänner 2024). Die Gemeinde liegt im Gerichtsbezirk Grieskirchen.

## Geografie
Meggenhofen liegt auf 390 m Höhe im Hausruckviertel. Die Ausdehnung beträgt von Nord nach Süd 6,3 km, von West nach Ost 5,2 km. Die Gesamtfläche beträgt 18,2 km². 13,7 % der Fläche sind bewaldet, 75,8 % der Fläche sind landwirtschaftlich genutzt.

### Gemeindegliederung
Das Gemeindegebiet umfasst folgende 37 Ortschaften (in Klammern Einwohnerzahl Stand 1. Jänner 2024):
- Breinroith (8)
- Breitwies (23)
- Bruckhof (19)
- Egg (53)
- Erlet (25)
- Etnischberg (13)
- Felling (15)
- Freinberg (11)
- Gferet (23)
- Hart (22)
- Hirm (26)
- Holzackern (66)
- Holzhäuseln bei Hart (11)
- Holzhäuseln bei Wilhelmsberg (12)
- Inn (20)
- Kirchberg (9)
- Kröstlinghof (1)
- Langdorf (32)
- Meggenhofen (341)
- Moos (8)
- Niederbuch (21)
- Niederetnisch (15)
- Oberetnisch (14)
- Obergallspach (93)
- Oberndorf (60)
- Pfarrhofsberg (141)
- Radhof (8)
- Rahof (20)
- Roitham (142)
- Schlatt (60)
- Straß (17)
- Trappenhof (4)
- Vornbuch (22)
- Wald (6)
- Wilhelmsberg (114)
- Wimm (5)
- Zwisl (69)

Die Gemeinde besteht aus den Katastralgemeinden Meggenhofen, Pfarrhofsberg und Wilhelmsberg.

### Nachbargemeinden
| St. Georgen bei Grieskirchen |                                             | Gallspach                    |
| Aistersheim                  | Kompassrose, die auf Nachbargemeinden zeigt | Kematen am Innbach           |
| Gaspoltshofen                | Bachmanning (Bez. Wels-Land)                | Offenhausen (Bez. Wels-Land) |

## Geschichte

### Ortsgeschichte
Die erste schriftliche Erwähnung des Ortes erfolgte um das Jahr 1120.
Ursprünglich im Ostteil des Herzogtums Bayern liegend, gehörte der Ort seit dem 12. Jahrhundert zum Herzogtum Österreich. Der Steinbacher Dienstmann Sigibert (Sigibrant) de Mekchenhoven besaß hier um 1170 einen Edelsitz, den Burgstall Meggenhofen. 1302 war die erste Nennung als Pfarrort. Im 14. Jahrhundert erfolgte eine mehrmalige Nennung eines Schlosses, das 1380 Wernhart Tutschenberger, 1386 Heinrich Fleischhacker und 1388 Stefan Geymann innehatte. Seit 1490 wird er dem Fürstentum Österreich ob der Enns zugerechnet.
Während der Napoleonischen Kriege war der Ort mehrfach besetzt. Von 1810 bis 1816 verlief die Staatsgrenze quer durch den Ort, ein Teil des Gemeindegebietes gehörte zum Königreich Bayern.
Seit 1918 gehört der Ort zum Bundesland Oberösterreich. Nach dem Anschluss Österreichs an das Deutsche Reich am 13. März 1938 gehörte der Ort zum Gau Oberdonau. Nach 1945 erfolgte die Wiederherstellung Oberösterreichs.

### Bevölkerungsentwicklung
1991 hatte die Gemeinde laut Volkszählung 1.227 Einwohner, 2001 dann 1.233 Einwohner. Von 2001 bis 2011 waren Geburtenbilanz und Wanderungsbilanz positiv, sodass die Bevölkerungszahl auf 1.369 Personen im Jahr 2011 stieg.

## Kultur und Sehenswürdigkeiten
- Pfarrkirche Meggenhofen

- Theater Meggenhofen[5]: seit 1969 jährlich im Sommer (Juni – Juli, ca. 6 Wochen) stattfindende Hoffestspiele in der Ortschaft Schlatt[6]
- Landl Rallye: seit 1990 jährlich stattfindendes mehrtägiges Oldtimertreffen[7]; seit 2024 findet die Landl Rallye nur mehr jedes zweite Jahr statt[8]

### Sport
In Meggenhofen gibt es einen Fußballplatz, 2 Tennisplätze, eine Stocksporthalle sowie einen Modellflugplatz.

## Wirtschaft und Infrastruktur
In Meggenhofen befindet sich ein rund 100.000 Quadratmeter großes Betriebsbaugebiet mit guter Verkehrsanbindung.
Die Anzahl der landwirtschaftlichen Betriebe nahm von 1999 bis 2010 von 86 auf 68 ab. Davon waren 2010 noch 34 Vollerwerbsbauern. Im Jahr 2011 bot der Produktionssektor 69 Menschen Arbeit, überwiegend im Baugewerbe. Im Dienstleistungssektor waren die Bereiche Handel (39), soziale und öffentliche Dienste (33) und Beherbergung und Gastronomie (17 Beschäftigte) die größten Arbeitgeber.

### Klimabündnisgemeinde
Meggenhofen ist seit 2002 eine Klimabündnis-Gemeinde. Ein Biomasse-Heizwerk liefert umweltfreundliche Energie.

### Verkehr
- Straße: Die Innkreis Autobahn A8 durchquert die Gemeinde von Osten nach Westen und kreuzt die Gallspacher Straße B135.
- Eisenbahn: Der nächste Bahnhof befindet sich im 8 Kilometer entfernten Grieskirchen. Anschluss an Fernzüge findet man in Wels.[13][9]

## Politik

### Gemeinderat
Der Gemeinderat hat 19 Mitglieder.
- Mit den Gemeinderats- und Bürgermeisterwahlen in Oberösterreich 2003 hatte der Gemeinderat folgende Verteilung: 14 ÖVP, 3 SPÖ und 2 FPÖ.
- Mit den Gemeinderats- und Bürgermeisterwahlen in Oberösterreich 2009 hatte der Gemeinderat folgende Verteilung: 13 ÖVP, 4 FPÖ und 2 SPÖ.
- Mit den Gemeinderats- und Bürgermeisterwahlen in Oberösterreich 2015 hatte der Gemeinderat folgende Verteilung: 7 ÖVP, 6 SPÖ, 4 GRÜNE und 2 FPÖ.
- Mit den Gemeinderats- und Bürgermeisterwahlen in Oberösterreich 2021 hat der Gemeinderat folgende Verteilung: 12 ÖVP, 5 SPÖ und 2 FPÖ.[14][15]

### Bürgermeister
- 1961–1988 Georg Hiegelsberger (ÖVP)
- 1989–2002 Karl Harrer (ÖVP)
- 2002–2011 Maximilian Hiegelsberger (ÖVP)
- 2011–2018[16] Wilfried Suchy (SPÖ)
- seit 2019 Heinz Oberndorfer (ÖVP)

### Wappen
Blasonierung: Über grünem Schildfuß, darin ein silberner, sechsstrahliger Stern, in Silber eine schwarze Elster mit goldenem Schnabel und goldenen Füßen. Die Gemeindefarben sind Weiß-Grün.
Das 1976 verliehene Gemeindewappen basiert auf dem Siegelbild des Pschenko Ketringer aus dem Jahr 1416. Die Ketringer waren ein bedeutendes Geschlecht in Ober- und Niederösterreich, das auch den Edelsitz Meggenhofen innehatte.

## Persönlichkeiten
- Friedrich Weingartner SJ (1918–2012), Chinamissionar und 2000 Gründungsdirektor des „Aboriginal Languages Research Centers“ an der National University in Taipeh
- Josef Novotny (* 1963), Komponist und Musiker (Jazz und Neue Musik)